# ریموف (ناحیه چسکه بودیوویتسه)
ریموف (به چکی: Římov) یک منطقهٔ مسکونی در جمهوری چک است که در شهرستان چسکه بودیوویتسه واقع شده‌است. ریموف ۷۳۴ نفر جمعیت دارد.